# STS–82
Az STS–82 jelű küldetés az amerikai űrrepülőgép-program 82., a Discovery űrrepülőgép 22. repülése.

## Jellemzői
A beépített kanadai Canadarm (RMS) manipulátor kart 50 méter kinyúlást biztosított (műholdak indítás/elfogása, külső munkák [kutatás, szerelések], hővédőpajzs külső ellenőrzése) a műszaki szolgálat teljesítéséhez. A robotkart Steven Hawley üzemeltette.

## Első nap
1997. február 11-én a szilárd hajtóanyagú gyorsítórakéták, Solid Rocket Booster(SRB) segítségével Floridából, a Cape Canaveral (KSC) Kennedy Űrközpontból, a LC39–B (LC–Launch Complex) jelű indítóállványról emelkedett a magasba. Az orbitális pályája 95,2 perces, 28,46 fokos hajlásszögű, elliptikus pálya perigeuma 475 kilométer, az apogeuma 574 kilométer volt. Felszálló tömeg indításkor 105 044 kilogramm, leszálló tömeg 96 762 kilogramm. Szállított hasznos teher 83 122 kilogramm.

## Hasznos teher
Az STS–31 emelte szolgálati magasságába, az STS–61 legénysége végezte az első javítást/karbantartást. A Hubble Space Telescope (Hubble űrtávcső) (HST) második javítása. Az elvégzett munkálatok tovább növelték a távcső tudományos képességeit és segítettek a normális működés biztosítását a következő javításig. A következő javítások sorrendje az STS–103, valamint az STS–109  küldetésénél történik.
Az űrhajósok négy tervezett űrsétán elvégezték az új műszerek felszerelését és a szükséges javításokat. Az ötödik, nem tervezett űrsétán megjavították a távcső szigetelését. A lecserélt műszerek a GHRS (Goddard High Resolution Spectrograph) és a FOS (Faint Object Spectrograph), az új műszerek az STIS (Space Telescope Imaging Spectrograph) és a NICMOS (Near Infrared Camera and Multi-Object Spectrometer).

### Űrséták
(zárójelben a dátum és az időtartam)
- EVA 1: Lee és Smith (1997. február 14., 6 óra 42 perc)
- EVA 2: Harbaugh és Tanner (1997. február 15., 7 óra 27 perc)
- EVA 3: Lee és Smith (1997. február 16., 7 óra 11 perc)
- EVA 4: Harbaugh és Tanner (1997. február 17., 6 óra 34 perc)
- EVA 5: Lee és Smith (1997. február 18., 5 óra 17 perc)

## Kilencedik nap
1997. február 21-én a Kennedy Űrközponton (KSC), kiinduló bázisán szállt le. Összesen 9 napot, 23 órát, 38 percet és 9 másodpercet töltött a világűrben. 10 500 000 kilométert (6 500 000 mérföldet) repült, 149 alkalommal kerülte meg a Földet.

## Személyzet
(zárójelben a repülések száma az STS–82 küldetéssel együtt)
- Kenneth Dwane Bowersox (4), parancsnok
- Scott Jay Horowitz (2), pilóta
- Mark Charles Lee (4), küldetésfelelős
- Steven Hawley (4), küldetésfelelős
- Gregory Harbaugh (4), küldetésfelelős
- Steven Lee Smith (2), küldetésfelelős
- Joseph Richard Tanner (2), küldetésfelelős

### Visszatérő személyzet
- Kenneth Dwane Bowersox (4), parancsnok
- Scott Jay Horowitz (2), pilóta
- Mark Charles Lee (4), küldetésfelelős
- Steven Alan Hawley (4), küldetésfelelős
- Gregory Jordan Harbaugh (4), küldetésfelelős
- Steven Lee Smith (2), küldetésfelelős
- Joseph Richard Tanner (2), küldetésfelelős